# Левка (митология)
Вижте пояснителната страница за други значения на Левка.
Левка, Левке или Леука (Leuce; Leuca; Leucae; Λεῦκαι (бяла), Λεύκη) e нимфа от гръцката митология, дъщеря на Океан, преследвана от Хадес. Неговата съпруга Персефона спасява момичето като го преобразява в една бяла топола.
Дава името на белия остров Левке (Остров Змийски) в Черно море до Дунав.
Преди това Персефона преобразява от ревност и нимфата Минта в подправка (мента).